# Shahrestān di Esfarayen
Lo shahrestān di Esfarayen (farsi شهرستان اسفراین) è uno degli 8 shahrestān del Khorasan settentrionale, il capoluogo è Esfarayen. Lo shahrestān è suddiviso in 2 circoscrizioni (bakhsh): 
- Centrale (بخش مرکزی)
- Bam e Sofiabad (بخش بام و صفی‌آباد), con la città di Sofiabad.